# Once in a Red Moon
Once in a Red Moon – czwarty album studyjny duetu Secret Garden, wydany 26 marca 2002 roku.
Pierwszy utwór, Awakening, został zainspirowany powieścią z 1899 roku o tym samym tytule autorstwa Kate Chopin. Gościnni wykonawcy, którzy uczestniczyli w wykonaniu utworu You Raise Me Up, to: Brian Kennedy (wokal), Liam O’Flynn (dudy irlandzkie i flażolet), London Community Gospel Choir i irlandzka grupa chóralna Anúna. Utwór Greenwaves został wykonany przez Karen Matheson, główną wokalistę szkockiego zespołu Capercaillie. W utworze Duo partię wiolonczeli zagrał Julian Lloyd Webber. Utwór ósmy, Gates of Dawn, został wykonany przez wokalistkę Karen Matheson z podkładem chóru Anúna, który również występuje w utworze dwunastym Elegie.

## Lista utworów
| Nr  | Tytuł                | Czas |
| --- | -------------------- | ---- |
| 1.  | „Awakening”          | 3:55 |
| 2.  | „You Raise Me Up”    | 5:04 |
| 3.  | „Silent Wings”       | 3:42 |
| 4.  | „Greenwaves”         | 4:45 |
| 5.  | „Invitation”         | 3:58 |
| 6.  | „Duo”                | 3:57 |
| 7.  | „Belonging”          | 3:58 |
| 8.  | „Gates of Dawn”      | 4:29 |
| 9.  | „The Promise”        | 3:20 |
| 10. | „Fairytale”          | 3:27 |
| 11. | „Once in a Red Moon” | 5:01 |
| 12. | „Elegie”             | 5:35 |